# František Daniel
František Daniel, v anglosaských zemích znám jako Frank Daniel (14. dubna 1926 Kolín – 28. února 1996 Palm Springs) byl česko-americký filmař – herec, scenárista, producent, filmový organizátor, režisér a významný filmový pedagog.

## Život
Před svým odchodem do emigrace se spolupodílel na výrobě zhruba 40 československých filmů, mezi nimiž nejznámější je Oscarem oceněný snímek Obchod na korze nebo dodnes divácky vděčná komedie Kam čert nemůže. Pracoval jako pedagog i na pražské FAMU.
V roce 1969 emigroval do USA, kde působil jakožto významný filmový pedagog a organizátor. Ve Spojených státech se stal prvním ředitelem Amerického filmového institutu. Vyučoval i na Columbijské univerzitě. V roce 1981, poté co Robert Redford založil Sundance Institute, se na 10 let stal jeho uměleckým ředitelem.
Působil jako odborný poradce Rockefellerovy nadace (konzultant Davida Rockefellera), byl členem Americké akademie filmových umění a věd i Americké televizní akademie umění a věd.
Po Sametové revoluci působil jako pedagog na pražské FAMU.
Mezi jeho nejznámější spolupracovníky patřili, mimo jiné, Vojtěch Jasný, David Lynch, David Howard, Edward Mabley, Paul Nibley, Alex Nibley, Miloš Forman, Ján Kadár, Ladislav Grosman, Elmar Klos.

## Filmografie
- Není stále zamračeno (1950), námět a scénář
- Dobrý voják Švejk (1956), koproducent
- Roztržka (1956), koproducent
- Snadný život (1957), koproducent
- V pátek ráno (1957), námět a scénář
- Zářijové noci (1957), scénář
- O věcech nadpřirozených (1958), scénář
- Tři přání (1958), koproducent
- Jaroslav Vojta, herec čistého srdce (1959), komentář
- Kam čert nemůže (1959), námět a scénář
- Zbytečný motiv, (1960), pedagogické vedení
- Nenávist, (1960), pedagogické vedení
- Spadla z Měsíce (1961), námět a scénář
- Hledá se táta (1961), námět, scénář a režie
- Prosím, nebudit (1962), námět a scénář
- Deštivý den (1962), scenárista
- Letos v září (1963), režisér
- Hlídač dynamitu, (1960), pedagogické vedení
- Komedie s Klikou (1964), scénář
- Obchod na korze (1965), producent
- Dva tygři (1966), scenárista
- Poslední růže od Casanovy, námět a scénář
- Přísně tajné premiéry (1967), scenárista
- In the Wee Wee Hours... (1987), producent

## Odborné publikace
- 1956 Cesta za filmovým dramatem, společně s Milošem V. Kratochvílem, Orbis Praha.
- 1957 Stručný přehled vývoje evropských dramatických teorií, Státní pedagogické nakladatelství Praha.